# Zlatá Přilba w Pardubicach 1965
XVII Turniej żużlowy – Zlatá Přilba odbył się 11-12 września 1965 roku.

## Mały Finał
| Msc. | Zawodnik               | Kraj           | Pkt |  |  |
| ---- | ---------------------- | -------------- | --- |  |  |
| 1    | Rudolf Havelka         | Czechosłowacja |     |  |  |
| 2    | Walentin Krajew        | ZSRR           |     |  |  |
| 3    | Antonín Šváb           | Czechosłowacja |     |  |  |
| 4    | František Ladecký      | Czechosłowacja |     |  |  |
| 5    | Konstanty Pociejkowicz | Polska         |     |  |  |
| 6    | Ove Fundin             | Szwecja        |     |  |  |

## Wielki Finał
| Msc. | Zawodnik          | Kraj           | Pkt |  |  |
| ---- | ----------------- | -------------- | --- |  |  |
| 1    | Farit Szajnurow   | ZSRR           |     |  |  |
| 2    | Stanislav Kubíček | Czechosłowacja |     |  |  |
| 3    | Antonín Kasper    | Czechosłowacja |     |  |  |
| 4    | Jaroslav Volf     | Czechosłowacja |     |  |  |
| 5    | Luboš Tomíček     | Czechosłowacja |     |  |  |
| 6    | Barry Briggs      | Nowa Zelandia  |     |  |  |